# Innherred

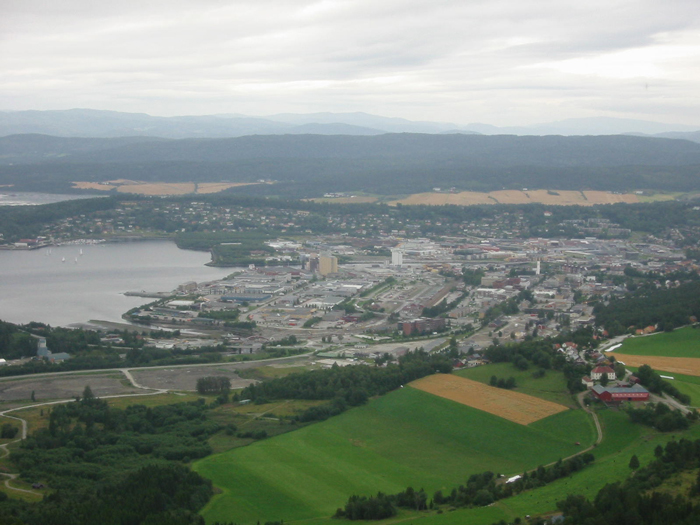
Steinkjer är den största staden i Innherred.

Innherred (eller Innherad) är ett landskap i Trøndelag fylke i mellersta Norge. Landskapet omfattar bygderna runt de inre delarna av Trondheimsfjorden, något som namnet också syftar på (de inre häraderna). Kommunerna Levanger, Verdal, Inderøy, Steinkjer och Snåsa deltar i det interkommunala samarbetet Innherred regionråd.
Inom Norska kyrkan är landskapet sedan 2019 samlat i kontraktet Stiklestads prosteri. Detta blev till genom en sammanslagning av två tidigare kontrakt: Sør-Innherreds prosteri (Frosta, Levangers och Verdals kommuner) och Nord-Innherreds prosteri (Inderøy, Verrans, Namdalseids, Steinkjers och Snåsa kommuner).
I den tidigare civila indelningen av Norge i fögderier hörde Levanger, Verdal och Leksvik till Stjør- och Værdalens fögderi, medan Inderøens fögderi omfattade Ytterøy, Inderøy, Steinkjer, Namdalseid, Verran och Snåsa.
Tidningen Innherred täcker kommunerna Levanger och Verdal. Samma två kommuner utgjorde också Innherreds samkommun 2004-2017.
Gränsdragningen är inte entydig. Om man tänker på den norra delen av Trøndelag som fyra landskap eller regioner – Namdalen, Fosen, Innherred och Stjørdalen/Værnesregionen, så är det Frosta kommun samt i vissa fall även de tidigare kommunerna Leksvik och Namdalseid som ibland räknas som en del av Innherred medan de andra gånger räknas som en del av en angränsande region.